# Aquaria
Aquaria es un grupo brasileño de power metal sinfónico formado en Río de Janeiro a finales de los 90 y disuelto en 2010. Posteriormente reunido en 2017. Tiene cierto renombre en Japón, Europa y Latinoamérica. Antes fueron conocidos como Uirapuru. 

## Historia

### Luxaeterna
El álbum fue registrado en L.A STAR STUDIOS, en la ciudad Los Ángeles de Estados Unidos, por Philip Colodetti, ingeniero de sonido de heavy metal. Las sesiones de grabación de guitarra fueron registradas por Ricardo Nagata. El disco fue supervisado y técnicamente apoyado por Rafael Bittencourt, del grupo Angra. El álbum fue premezclado y enviado a las discográficas japonesas. Con este apoyo, el álbum fue mezclado y masterizado por Sascha Paeth en Gate Studio, en Wolfsburgo, Alemania. En el material gráfico, la cubierta fue creada y dibujada por Roberto Campus, un artista gráfico italiano que vive en los Estados Unidos. La portada y artbook fueron realizados por Antonio César. Para el logo se solicitó a Eric Philippe. Las fotos fueron tomadas por Washington Possato, un fotógrafo muy conocido.

### Shambala
Tras la incorporación del guitarrista Gustavo Di Padua, graban su segundo disco Shambala, durante el mes de septiembre (2007) en Japón. Este disco cuenta con la colaboración de los miembros Ricardo Cruz y Hironobu Kageyama del grupo japonés JAM Project, en la pista bonus "Neo".

### Separación y posterior regreso
En 2010 y debido a las marchas de algunos de los integrantes la banda se disuelve. Posteriormente algunos exintegrantes crearon la banda de power metal sinfónico NovaLotus. Desde 2017, Aquaria está de vuelta con una formación renovada y además de un sencillo de navidad editado en 2017, sale a la venta en 2020 el tercer disco Alethea

## Miembros
- Fernando Giovanetti - bajo (2002-2010, 2017-presente)
- Alberto Kury - teclados (2002-2010, 2017-presente)
- Vitor Veiga - voz (2002, 2006-2010, 2017-presente)
- Luciano de Souza - guitarras (2017-presente)
- Thomás Martinola - batería (2018-presente)

## Miembros anteriores
- Bill Hudson - guitarras
- Bruno Agra - batería (2002-2007)
- Leandro Gomes - guitarras (2002-2006) (fallecido en 2010)
- Rick Mour - guitarras (2002-2006)
- Leandro Caçoilo - voz (2002)
- Roberto Scripillitti - guitarras (2006-2010)
- Gustavo Di Pádua - guitarras (2007-2010)

## Discografía

### Como Aquaria

#### Discos de estudio
- Luxaeterna - 2005
- Shambala - 2007
- Alethea - 2020

#### Sencillos
- Xmasong - 2017
- The Time Traveller - 2020
- The Miracle - 2020

### ComoUirapuru

#### Maquetas
- Here Comes The Life (2001)
- Flames Of Trinity (2002)